# Zuidpolder (Berkel)
Zuidpolder is een polder in de gemeente Lansingerland in de Nederlandse provincie Zuid-Holland. De polder is drooggelegd in 1777 en behoorde tot het waterschap Polder Berkel dat in 1977 is opgegaan in het Hoogheemraadschap van Delfland.
In het noorden grenst de polder aan Rodenrijschevaart die als binnenboezem dienstdoet, in het zuiden aan de Schiebroekse polder.
De polder is afgezien van lintbebouwing die onderdeel is van het dorp Rodenrijs vrijwel onbebouwd. Het gebied ligt net ten noorden van de Rotterdamse luchthaven en wordt doorkruist door de RandstadRail metrolijn, de N471 en de N209. In 2015 begonnen de gemeenten Rotterdam en Lansingerland met de herinrichting van het voormalige weidepoldergebied voor recreatie en nieuwe natuur. Het is  bestemd voor de uitloop van gestreste stadsbewoners. Vereniging Natuurmonumenten neemt het terrein samen met al eerder verworven traditionele veenpoldergebieden in de Schieveense polder en de Schiezone in beheer en zal ze ombouwen tot relaxnatuur.